# 毛利斉広
毛利 斉広（もうり なりとう）は、江戸時代後期の大名。毛利氏26代当主。長州藩12代藩主。10代藩主・毛利斉熙の次男で、11代藩主・毛利斉元の養嗣子。長州藩主としては在職期間が最短の藩主である。

## 経歴
文化11年（1814年）5月16日、萩城内において、斉熙と側室の池上氏（志津・花ノ井）との間に生まれる。幼名として保三郎、のちに初名の崇広（）を名乗る。文政5年（1822年）6月、先代藩主・毛利斉元の養嗣子となる。これに先立って、保三郎の丈夫届が公儀に提出されたが、斉熙は文政2年（1819年）に斉元を養嗣子にした際、実子はまだないとして願い出ていたため、保三郎の官年は5歳若く当年4歳、すなわち文政2年生まれとして届け出ている。
文政13年（1830年）3月、実父・斉熙や養父・斉元と同様、11代将軍・徳川家斉より偏諱を授与され斉広（）に改名、従四位下・侍従に叙任し、修理大夫と称する。しかし、文政13年（1830年）に正室の和姫（家斉の娘）が死去する。
天保7年（1836年）9月8日に斉元が死去したため、同年12月10日に跡を継ぐが、20日足らず後の29日に桜田の藩邸において、23歳で死去した。なお、実父の斉熙も同年5月14日に死去していた。
3歳年下の異母弟の毛利信順がいたが、斉元が生前に自身の長男・猶之進を斉広の跡継ぎに立て、斉広の娘都美子（当時数え5歳）と娶わせる意向を残しており、これが江戸加判役・毛利房謙より公表されるに及び、老臣の衆議でこれに異議がなかったため、猶之進（教明、のちの慶親、敬親）が家督を相続した。斉広は生前に仮養子を立てておらず、手続きは斉広の存命を装っての末期養子となり、3月15日に斉広の死が公表された。
文化人としては有能で、林述斎に師事して「与人論」や「世子告文」など多くの書物を残している。

## 系譜
- 父：毛利斉熙（1784年 - 1836年）
- 母：志津 - 花ノ井、池上氏
- 養父：毛利斉元（1794年 - 1836年）
- 正室：和姫（1813年 - 1830年） - 貞惇院、徳川家斉二十女
- 側室：勇信院 - 本多氏
  - 長女：毛利都美子（1833年 - 1913年） - 浄華院殿釈尼妙好大姉、毛利敬親正室
- 養子
  - 男子：毛利敬親（1819年 - 1871年） - 毛利斉元の長男

## 補足
- 前述したように、藩主在職期間が20日足らずと歴代の中でも最短の藩主であるため、このわずかな期間に偏諱を与えられた者はいない（該当者なし）。
- 諱の2文字目「広」は祖先大江広元にちなんだ毛利氏の通字の一つで、歴代藩主の中でも2代綱広、4代吉広、6代宗広が用いている字でもあり、本来は「ひろ」と読む。斉広自身も最初は崇広（）と名乗っていたが、斉広と改名する際に実父・斉熙と同じ読みとなってしまうのを避けるために読みを変更したものと思われる（かつて曽祖父の重就が「就」の読みを「なり」から「たか」に改めた例もある）。